# Henry Luke White
Henry Luke White (9 de mayo de 1860 – 30 de junio de 1927) fue un exitoso ganadero de pasturas, y un filatelista, coleccionista de libros, ornitólogo aficionado, y oólogo de Scone, Nueva Gales del Sur, Australia.  

## Filatelia
White fue un destacado filatelista, que fue galardonado, en 1922, con el Rubro de Distinguidos filatelistas.

## Recolector de libros
También coleccionó libros australianos; y, poseía más de 2.000 textos raros. Su colección incluía volúmenes sobre filatelia, ornitología y cricket. Su recopilación de libros fue asistida por el consejo del destacado librero australiano Albert Henry Spencer.

## Ornitología
H. L. White escribió artículos cortos, publicados en Emu, y fue corresponsal de la American Ornithologists' Union. 
Fue miembro de la Royal Australasian Ornithologists Union (RAOU) de la cual fue un generoso benefactor. Sus colecciones de 8.500 pieles de aves y más de 4.200 puestas de huevos fueron donadas al Museo Nacional de Victoria, en Melbourne donde son resguardadas, como la Colección H.L. White. También se lo conmemora en el gran libro ornitológico; y, la colección en serie de RAOU: la Biblioteca H. L. White.

## Obra

### Algunas publicaciones
- henry luke White. 2007. The Art of Collecting National Heritage: The Letters of Henry Luke White 1910-1913. Compiló Judy Crossing White. Edición ilustrada, ed. Seven Press, 183 p. ISBN 0959396683 ISBN 9780959396683

## Familia
H. L. White era el padre de Alfred Henry Edsworth White, quien fue honrado con el epónimo del mielero de White Conopophila whitei por el ornitólogo Alfred John North. Y, fue el tío del escritor Patrick White, quien lo describió como el único tío paterno que él favorecía.

## Abreviatura (zoología)
La abreviatura White  se emplea para indicar a Henry Luke White como autoridad en la descripción y taxonomía en zoología.